# Dorota Kuchta
Dorota Kuchta (ur. 9 listopada 1960 w Jeleniej Górze) – polska inżynier matematyki. Absolwentka Politechniki Wrocławskiej. Od 2014 profesor na Wydziale Informatyki i Zarządzania Politechniki Wrocławskiej.